# キ73 (航空機)
キ73は、大日本帝国陸軍が計画した偵察実験機。実機の製作には至っていない。連合軍が与えたコードネームは「Steve」。

## 概要
1940年（昭和15年）、陸軍は同年の研究方針によって超高速偵察実験機キ73を開発することとし、試作発注は三菱重工業に対して行うものとされた。同年6月28日、陸軍航空本部は三菱に設計基礎要項案を提示した。要求は最大水平速度750 km/h以上、行動半径6,000 km + 余裕1時間、常用高度5,000 m以上というもので、エンジンはこの時点では三菱「ハ203」または「ハ211」双発が予定されていた。
陸軍航空技術研究所（航技研）の当初の計画では、初号機は1942年（昭和17年）6月完成を目指すものとされていたが、幾度か計画が変更され、最終的に初号機完成は1944年（昭和19年）12月、審査完了は1945年（昭和20年）10月と予定された。試作機2機と増加試作機3機が製作されることになっていたが、計画のみで終了している。
機体は敵飛行場の航空偵察を想定した複座の高速機で、偵察用の航空撮影装備のほかに無線機を有する。反面、武装は要求されていない。三菱が進めた計画では、エンジンは「ハ203」液冷H型24気筒（離昇2,600 hp）を用いる予定で、エンジン数は単発・双発どちらをとるか決定されないままに終わったとする資料と、双発で決定されていたとする資料がある。目標とされた最大速度は800 km/h以上で、二重反転プロペラの使用も検討されていた。
また、安藤成雄航技中佐を中心として1941年（昭和16年）に航技研で作成された「飛行機の技術的要求条件の調査研究第六次（将来機基礎計画に関する研究）記事」に第八案として盛り込まれた「試案高速機」のうち、三菱「ハ211-II」空冷複列星型18気筒エンジン（離昇2,100 hp）4基を2基ずつ前後に向け串型に配して双発形式で装備し、最大速度870 km/h（高度8,500 m時）を発揮する案も、キ73の案のひとつとして検討されていた。
なお、キ73はハ203を装備する単発の重戦闘機だったとする異説を示した資料もある他、海外には「キ83の単発型」としてキ73のレジンキットを製作・販売している模型メーカーも存在する。